# Basiprionota rugosipennis
Basiprionota rugosipennis là một loài bọ cánh cứng trong họ Chrysomelidae. Loài này được Spaeth miêu tả khoa học năm 1901.